# Bola de gluons
En la física de partícules, una bola de gluons (glueball en anglès) és una partícula hipotètica composta. Està formada per gluons sense quarks de valència. Aquest estat és possible perquè els gluons porten una càrrega de color i la força nuclear forta. Les boles de gluons són extremadament difícils d'identificar en acceleradors de partícules perquè se superposen quànticament amb mesons normals.
Càlculs teòrics mostren que les boles de gluons haurien d'existir en ventalls d'energia accessibles amb la tecnologia actual de col·lisionadors. D'acord amb la teoria del model estàndard, en març de 2021 la col·laboració TOTEM a l'LHC junt amb Fermilab va anunciar el descobriment d'una partícula (Odderó) similar a una bola de gluons.

Diagrama de Feynman d'una glueball (G) desintegrant-se en 2 pions. Aquests decaïments es cerquen experimentalment per a evidenciar l'existència de les boles de gluons.

## En simulacions reticulars
La teoria de camp reticulat ens proveeix d'una manera d'estudiar l'espectre de la bola de gluons teòricament i des dels primers principis. Morningstar i Peardon han calculat les masses de les boles de gluons més lleugeres en QCD sense quarks dinàmics. Els tres estats més lleus estan tabulats a sota. La presència dels quarks dinàmics alteraria lleugerament aquesta informació i també fa els càlculs més difícils: 
| J PC | massa             |
| ---- | ----------------- |
| 0++  | 1730(50)(80) MeV  |
| 2++  | 2400(25)(120) MeV |
| 0−+  | 2590(40)(130) MeV |